# Francisco Muns y Castellet
Francisco Muns y Castellet (Barcelona, 1833-4 de diciembre de 1894) fue un periodista y escritor español.

## Biografía
Era hijo de Ramón Muns y Seriñá, uno de los mejores amigos de Aribau y de Cabanes, y secretario de la Academia de Buenas Letras de Barcelona, a cuya corporación, según José Roca y Roca, «prestó los más valiosos servicios».
Francisco Muns fue educado primero en un colegio de Francia y más tarde estudió la carrera de Derecho en la Universidad literaria de Barcelona. Por espacio de muchos años estuvo encargado de la sección bibliográfica de El Correo Catalán, que le dio gran fama de erudito. Dirigió, además, la publicación de la edición monumental de la obra El liberalismo es pecado de Félix Sardá y Salvany, que siguió publicando después de que Sardá se adhiriese al partido integrista de Ramón Nocedal. Sin embargo, Muns, carlista acérrimo, permaneció siempre leal a Don Carlos.
Su hijo Francisco, secretario del Ayuntamiento, se dedicó con ahínco a la ordenación de su Archivo, que llegó ser con el tiempo una de las mejores joyas de Barcelona.

## Obra
Entre sus obras originales se cuentan: Los mártires del siglo XIX (Barcelona, 1888), Estudios sobre la poesía popular religiosa (Barcelona, 1879), San Quirse de Pedret (Barcelona, 1887), Estudio sobre los tres prioratos de San Llorens, San Salvador de la Badella y San Pere de la Portella (1888), todas premiadas en certámenes públicos, así como varias de sus poesías en castellano y catalán.
Su nombre, como poeta, figura en la colección de Los Trovadors nous, y como prosista en los volúmenes de los Juegos Florales, en uno de cuyos certámenes le fue premiada una narración popular recogida en el Pirineo y por él escrita bajo el título de La Encantada de Lanós.